# Фуюань (Цюйцзин)
Фуюа́нь (кит. упр. 富源, пиньинь Fùyuán) — уезд городского округа Цюйцзин провинции Юньнань (КНР).

## История
После завоевания Дали монголами и вхождения этих мест в состав империи Юань в северной части этой территории был создан уезд Лошань (罗山县), а в южной — уезд Цзосянь (佐县). Во времена империи Мин уезд Лошань был в 1390 году расформирован, а вместо него создан Пинъи-сяньвэй (平彝县卫, «уездный караул усмирения и»). Во времена империи Цин в 1657 году был расформирован уезд Цзосянь, а вместо него создан уезд Пинъи (平夷县, «усмирённые инородцы»). В 1695 году и уезд, и караул были расформированы, а вместо них был создан уезд Пинъи (平彝县, «усмирённые и»).
После вхождения провинции Юньнань в состав КНР в 1950 году был образован Специальный район Цюйцзин (曲靖专区), и уезд вошёл в его состав. В 1954 году он был переименован в Фуюань («богатые ресурсы»).
В 1970 году Специальный район Цюйцзин был переименован в Округ Цюйцзин (曲靖地区).
В 1997 году округ Цюйцзин был преобразован в городской округ.

## Административное деление
Уезд делится на 2 уличных комитета, 9 посёлков и 1 национальную волость.